# Geomsaeg-eoreul imnyeokhase-yo: WWW
Geomsaeg-eoreul imnyeokhase-yo: WWW (검색어를 입력하세요: WWW?), nota anche con il titolo internazionale Search: WWW, è una serie televisiva sudcoreana del 2019.

## Trama
Tre donne, Bae Ta-mi, Cha Hyeon e Song Ga-kyeong, si ritrovano a lavorare per compagnie che sviluppano motori di ricerca differenti, e si mostrano pronte a tutto per raggiungere i propri obiettivi.